# آگار نوترینت

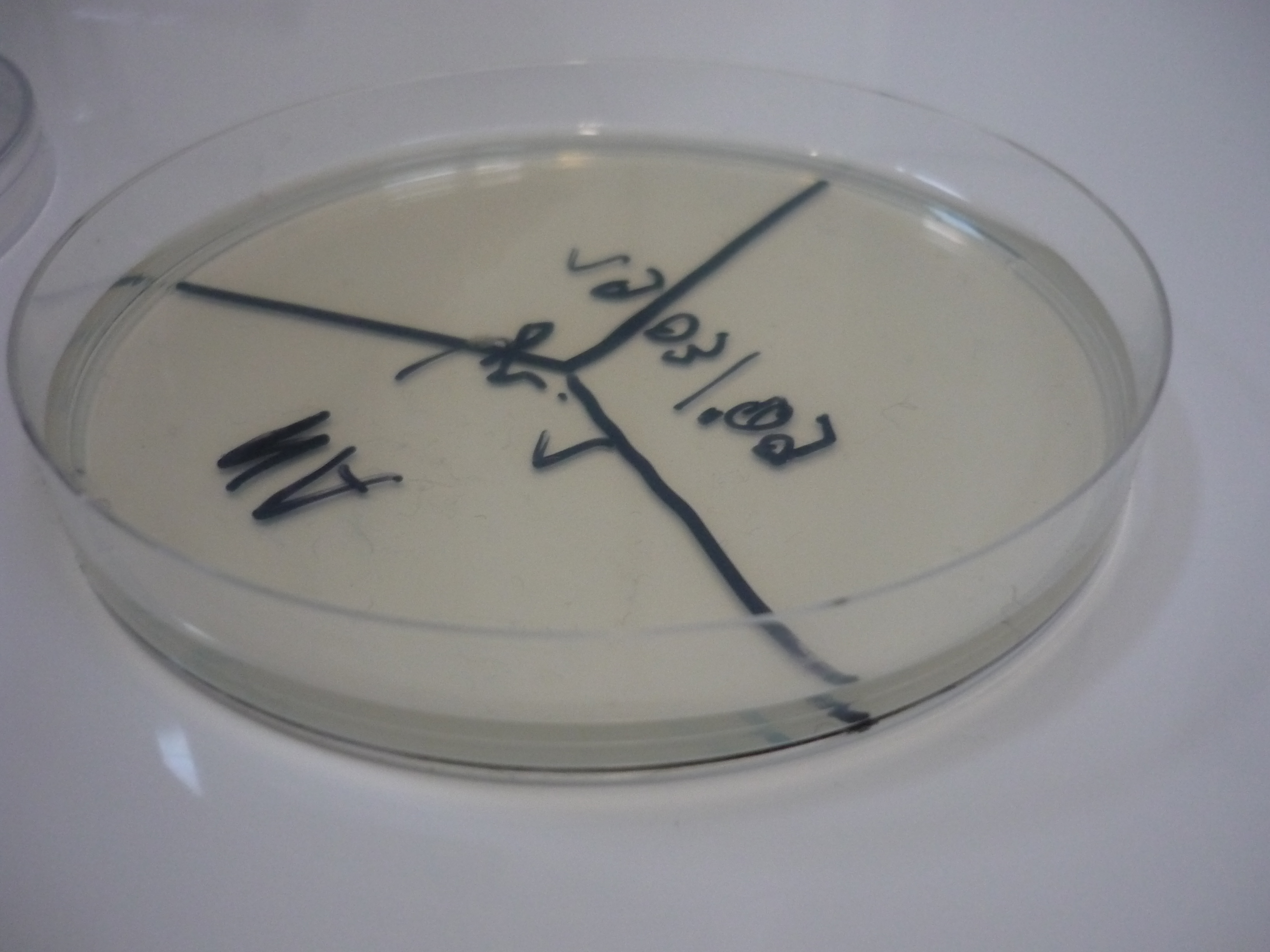
آگار نوترینت در پلیت پلاستیکی میکروب‌شناسی

آگار نوترینت (به انگلیسی: Nutrient agar)، نوعی محیط کشت میکروب‌شناسی است که برای رشد باکتری‌هایی که مشکل پسند نیستند، بکار می‌رود. این محیط حتی در دماهای بالا نیز جامد است. باکتری‌ها بر روی سطح محیط رشد می‌کنند و کلنی‌های کوچکی را تشکیل می‌دهند. در محیط براث نوترینت (محیط مایع نوترینت)، باکتری‌ها در داخل مایع رشد کرده و سوپی شکل خواهند شد. آگار نوترینت دارای:
- پپتون به میزان ۰/۵٪
- عصاره گوشت و مخمر به میزان ۰/۳٪
- آگار به میزان ۱/۵٪
- کلرید سدیم به میزان ۰/۵٪
- آب مقطر
- pH خنثی در دمای ۲۵ درجه سانتی گراد باشد

براث نوترینت (به انگلیسی: Nutrient broth) نیز دارای همین ترکیبات بجز آگار است.